# Найкращі з найкращих 2
Найкращі з найкращих 2 (англ. Best of the Best II) — американський фільм бойових мистецтв 1993 року режисера Роберта Редлера. Продовження фільму 1989 року «Найкращі з найкращих». Головні ролі зіграли Ерік Робертс і Філліп Рі.

## Сюжет
Учасники турніру з карате Томмі Лі, Тревіс Брікл і Алекс Грейді повертаються в своє рідне місто. Тревіс Бріклі захоплюється підпільними боями в «Колізеї», перемагає чемпіона Європи з боксу. Перебравши зайвого після бою, він в запалі викликає на поєдинок господаря «Колізею» Бракуса, не знаючи, що той б'ється виключно на смерть. Бракус приймає виклик. На останній свій бій з господарем «Колізею» Тревіс бере з собою сина Грейді, Волтера. У поєдинку Бракус жорстоко б'є Тревіса, а потім ламає йому шию. Волтер бачить все це і розповідає Томмі і батькові. Вони їдуть в Колізей з'ясовувати, що сталося з їхнім другом, але менеджер розповідає, що він, хоч і побитий, але пішов звідти сам. Однак, через день тіло зі слідами звірячих ударів спливає у водосховищі. Томмі і Алекс вдруге їдуть в Колізей, влаштовують бійку, Оскаженілий Бракус вимагає доставити Томмі до нього живим, щоб розправитися з ним на рингу, а інших вбити. Його прислужники організовують напад на будинок Алекса. Розуміючи, що в місті залишатися небезпечно, Томмі, Алекс і його син збирають речі і їдуть до індіанської бабусі Томмі.
Приїхавши на місце, вони знаходять там її сина Джеймса, якого Томмі не бачив багато років і моторошно ненавидить. Джеймс спився і ніколи не розлучається з пляшкою віскі. Томмі розповідає Алексу, що він опустився після того, як потрапив в аварію і дивом вижив. Однак далі з'ясовується, що насправді Джеймс бився з Бракусом і з якихось причин залишився живий. Джеймс береться тренувати Томмі для майбутнього бою.
Після закінчення тренувань прибувають головорізи Бракуса, які вистежили Томмі і Алекса і прилетіли за ними на вертольоті. У короткій перестрілці Джеймс гине, встигнувши укласти двох бандитів. Решта забирають Томмі з собою, а інших вирішують розстріляти, а потім влаштувати вибух на заправці. Волтеру вдається вибити зброю з рук бандита і вони перечікують вибух в підвалі.
Томмі привозять в Колізей, де йому належить піднятися по сходах — перемогти трьох гладіаторів, щоб заслужити право битися з Бракусом. З гладіаторами Томмі справляється порівняно легко, при цьому вбиває останнього, який був членом банди. Наступного дня відбувається фінальний бій. До цього часу в місто повертаються Алекс з Волтером. Алекс проникає в Колізей і за допомогою Дей Хана, присутнього в залі для глядачів, з боєм пробивається до рингу. Томмі валить Бракуса в нокаут, але вирішує зберегти йому життя. Бракус, який звик битися на смерть, робить спробу напасти на Томмі, Алекс встигає попередити друга і Томмі ламає Бракусу шию. Коли менеджер Бракуса оголошує про те, що тепер Томмі — господар Колізею, той у відповідь оголошує, що Колізей відтепер закритий.

## У ролях
| Актор            | Роль          |
| ---------------- | ------------- |
| Ерік Робертс     | Алекс Грейді  |
| Філліп Рі        | Томмі Лі      |
| Кріс Пенн        | Тревіс Бріклі |
| Еден Гросс       | Волтер Грейді |
| Ральф Меллер     | Бракус        |
| Мег Фостер       | Сью           |
| Сонні Лендгем    | Джеймс        |
| Вейн Ньютон      | Велдон        |
| Патрик Кілпатрик | Фінч          |
| Саймон Рі        | Дай Хан       |
| Гейворд Нішіока  | Сай Джин-Квон |
| Ніколас Ворт     | Сайк Гамор    |
| Девід Бореаназ   | паркувальник  |